# فوزية الشندي
فوزية الشندي (6 كانون الثاني/يناير 1942 -)، ممثلة عراقية.

## الحياة الشخصية
ممثلة عراقية هي ثاني فتاة تتخرج من معهد (الفنون الجميلة) قسم (الفنون المسرحية) عام 1964 وأول طالبة تتخرج في أكاديمية (الفنون الجميلة) وتحصل على البكالوريوس وأول طالبة تحصل على الماجستير في فن الإخراج المسرحي،
والدة كل من الممثلتين (هند وهديل كامل) وقالت في بنتاها: الأبناء يتاثرون دون شك بمحيطهم العائلي وهند فنانة حقيقية رغم اختلاف اختصاصنا فانا فنون مسرحية وهي سمعية ومرئية تميل إلى الاداء التلقائي الذي يخلو من التعابير المسرحية ولكن طبيعة خطاب هند ولغتها العالية يجعل لها شخصية في اذهان المتلقين وداخل العمل أيضا بالنسبة لهديل امتلاكها سماحة الوجه وقابليتها في الدخول بالشخصيات لم يخف قابليتها على المراوغة في الخوض بأغوار هذه الشخصيات وهذا أهم ما يميزها لديها القابلية على ترك مساحة تصديقية كبيرة في ادائها.
فوزية ليست من عائلة الشندي وأنما أرتبط لقبها بزوجها المهندس كامل الشندي تلقبت به حينما كانت في أمريكا وزوجها يمل مهندس زراعي كان لديه برنامج شهير في وقته أسمه (الحديقة المنزلية) وعائلة الشندي عائلة بغدادية معروفة سافرت نهاية التسعينات إلى بريطانيا وهي تقيم بلندن منذ ذلك الحين.

## المسيرة الفنية
خلال مسيرتها الفنية والتي تبلغ 40 عاماً شاركت في 59 عملاً مسرحياً وتلفزيونياً. من أهم أعمالها مسلسل (مدينة القواعد) والذي كان يركز على تعليم اللغة العربية بطريقة درامية وطريفة مبسطة، وكذلك المسلسل التعليمي (أين مكاني من الاعراب).
كما شاركت في 90 حلقة من برنامج لغوي تناول (ألفية بن مالك)، بالإضافة إلى تأليفها مسلسلات إذاعية كثيرة منها (ليل طويل في انتظار الفجر)، (الصفعة)، (إليك وإليك فقط)، (بيت الأفاعي).
مثلت وألفت ودرست في جامعات عربية أيضا كـجامعة اليرموك في الاردن التي خرجت فيها ثمان أجيال.

## الأعمال
- مدينة القواعد
- أين مكاني من الاعراب
- ألفية بن مالك
- ليل طويل في انتظار الفجر
- الصفعة
- إليك وإليك فقط
- بيت الأفاعي

## أقرأ ايضًا
- أمل خضير
- إنعام الربيعي
- غزوة الخالدي